# Gray Davis

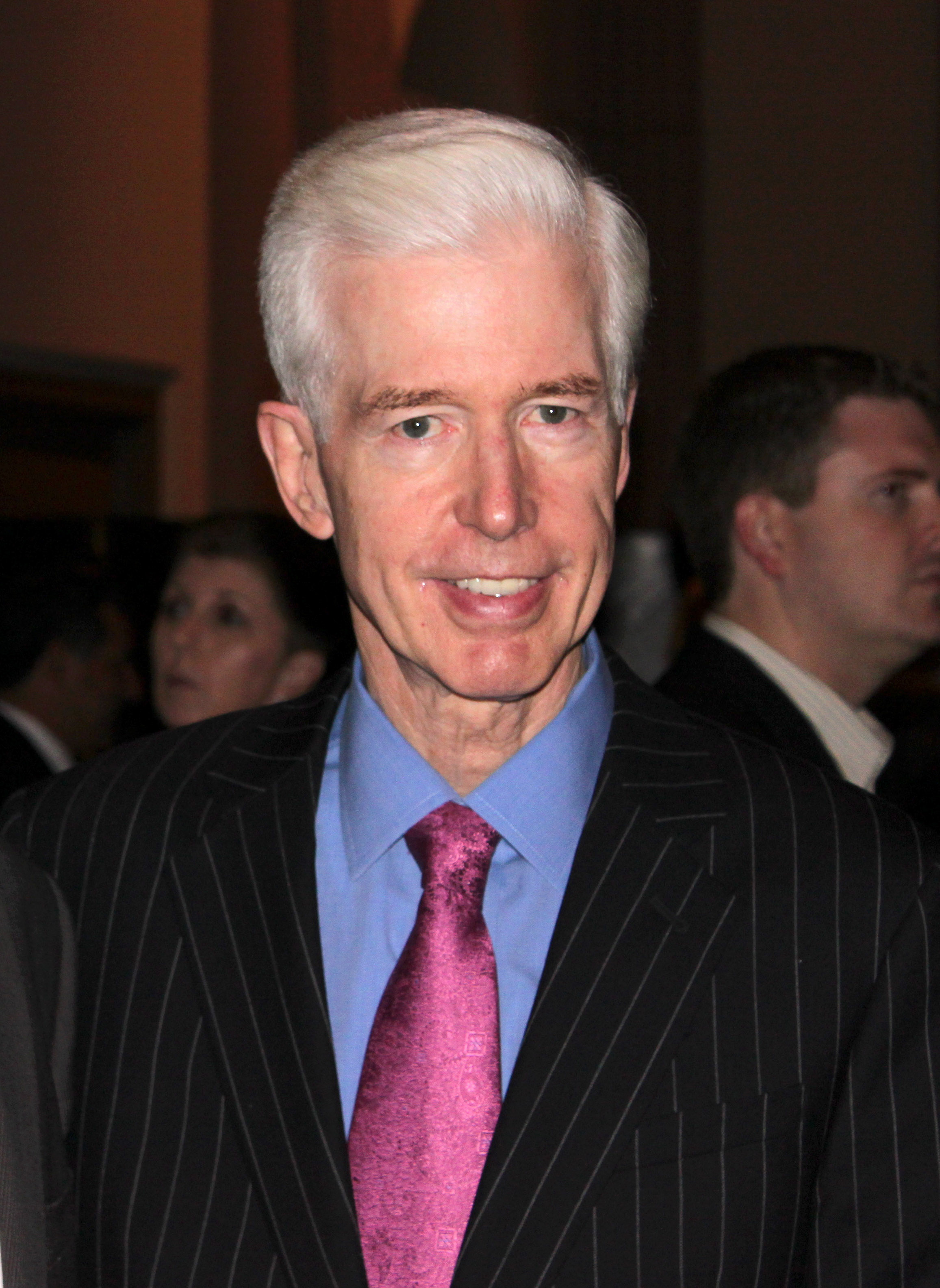
Gray Davis (2010)

Joseph Graham „Gray“ Davis Jr. (* 26. Dezember 1942 in New York City) ist ein US-amerikanischer Politiker der Demokratischen Partei. Er war von 1999 bis 2003 der 37. Gouverneur von Kalifornien.

## Leben

### Ausbildung
Davis schloss ein mit einem Stipendium des Reserve Officer Training Corps gefördertes Geschichtsstudium an der Stanford University 1964 mit einem Bachelor of Arts mit Auszeichnung ab und beendete 1967 ein Jurastudium an der Columbia Law School mit einem Doktorgrad (Juris Doctor). Anschließend war er als angestellter Anwalt für Beekman & Bogue in New York tätig. In den Jahren 1968 und 1969 diente er (zuletzt im Range eines Hauptmannes) für die US Army im Vietnamkrieg, der mit dem Bronze Star gewürdigt wurde.

### Erste politische Erfolge
Im Jahr 1970 unterstützte er John V. Tunney im Wahlkampf um einen Senatsposten, 1973 unterstützte er die erfolgreiche Wahl von Tom Bradley zum ersten schwarzen Bürgermeister von Los Angeles. Dieser Erfolg veranlasste ihn, sich selbst um ein politisches Amt zu bemühen: Er kandidierte 1974 als State Treasurer von Kalifornien, unterlag jedoch dem populären Jesse M. Unruh. Anschließend übernahm er von 1975 bis 1981 das Amt des Stabschefs für den Gouverneur Jerry Brown. Von 1983 bis 1987 gehörte er für einen Wahlkreis um Beverly Hills und den Westen von Los Angeles der California State Assembly an.
In den Jahren von 1987 bis 1995 war er gewählter California State Controller und hatte – vergleichbar einem Finanzminister – die Verantwortung für den Haushalt des Staates Kalifornien. Während seiner Amtszeit wurden einige Vorgänge aufgedeckt, bei denen Steuergelder nicht bestimmungsgemäß verwendet wurden. Die Verabschiedung eines Nachtragshaushalts durch Parlament und Gouverneur erzwang er erstmals dadurch, dass er die Gehaltszahlung für alle gewählten Staatsbediensteten bis hin zum Gouverneur zurückhielt.
1992 verlor er die interne Ausscheidung seiner Partei für die Wahl zum Senat der Vereinigten Staaten gegen Dianne Feinstein, der Bürgermeisterin von San Francisco.

### Vizegouverneur von Kalifornien

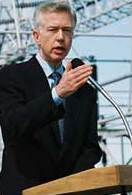
Gray Davis während seiner Zeit als Gouverneur

Von 1995 bis 1999 war er in das Amt des Vizegouverneurs von Kalifornien gewählt worden und bemühte sich in diesem Amt besonders, die Wirtschaft anzukurbeln und zusätzliche Firmen in seinem Staat anzusiedeln. Außerdem senkte er die Studiengebühren und ermöglichte damit auch den Kindern weniger einkommensstarker Familien eine weiterführende Ausbildung. Als Inhaber des zweithöchsten Amtes im Staat war er gleichzeitig Präsident des Senats von Kalifornien, Vorsitzender einer Kommission für die wirtschaftliche Entwicklung sowie der für den bundesstaatlichen Landbesitz zuständigen California State Lands Commission, präsidialer  Regent der University of California und Trustee der California State University.

### Gouverneur von Kalifornien
Davis wurde am 3. November 1998 als Nachfolger von Pete Wilson zum Gouverneur gewählt. Er trat sein Amt am 4. Januar 1999 an. Vier Jahre später, am 5. November 2002, wurde er wiedergewählt.
Während seiner Amtszeit als Gouverneur lag ebenfalls ein Schwerpunkt seiner Tätigkeit auf der Weiterentwicklung des Bildungswesens. So lagen während seiner ersten Amtszeit die Ausgaben in diesem Sektor um acht Milliarden Dollar über dem per California Proposition 98 des Jahres 1988 vorgeschriebenen Werts. Die nach einheitlichen Prüfungsmethoden ermittelten, durchschnittlichen Schulnoten, verbesserten sich in fünf aufeinanderfolgenden Jahren.
Er unterschrieb in den Vereinigten Staaten das erste Gesetz, das von den Automobilherstellern die Reduzierung der Emissionswerte ihrer Modelle forderte. Die Beziehungen zu Mexiko haben sich in seiner Amtszeit merklich verbessert und er bemühte sich, die Verbreitung von Waffen einzuschränken. Im Laufe der Zeit verlor er jedoch mehr und mehr die Unterstützung durch die Wähler. Eckpunkte sind dabei die Kalifornische Elektrizitätskrise, bei der es beispielsweise im Frühjahr 2001 zu großflächigen Stromausfällen im gesamten Bundesstaat kam, und die infolge der geplatzten Dotcom-Blase einbrechenden Staatseinnahmen. Auch seine Erfolge bei der Wahlkampfspendenwerbung fanden geteilte Zustimmung.
Am 7. Oktober 2003 fand ein Abwahlbegehren (sog. Recall) statt, infolge dessen er als erst zweiter Gouverneur in der US-Geschichte (nach dem Gouverneur von North Dakota Lynn Frazier im Jahr 1921) aus seinem Amt abgewählt wurde. Gleichzeitig wurde Arnold Schwarzenegger zum neuen Gouverneur gewählt und übernahm am 17. November 2003 das Amt. Während seiner Amtszeit unterschrieb Davis 5132 der ihm vorgelegten 6244 Gesetze, 1100 wies er zurück.

### Weitere Tätigkeit
Nach seiner Abwahl hielt Davis Gastvorlesungen am Institut für Politikwissenschaften (School of Public Policy) der UCLA. Außerdem arbeitet er als Anwalt für Loeb & Loeb und gehört dem Aufsichtsrat der Firma DiC Entertainment an.

### Privates
Davis ist seit 1983 mit Sharon Ryer verheiratet.